# 神戸 (小惑星)
神戸（こうべ、8120 Kobe）は、太陽系の小惑星のひとつ。火星と木星の間の軌道を公転している。安部裕史によって島根県の八束町（現松江市）で発見された。

## 命名
1995年に発生した阪神・淡路大震災からの復興を願い、長谷川一雄が「神戸」の名を推薦した。発見者も学生時代神戸市に5年間居住していたことから提案され、採用された。